# Roswell Farnham

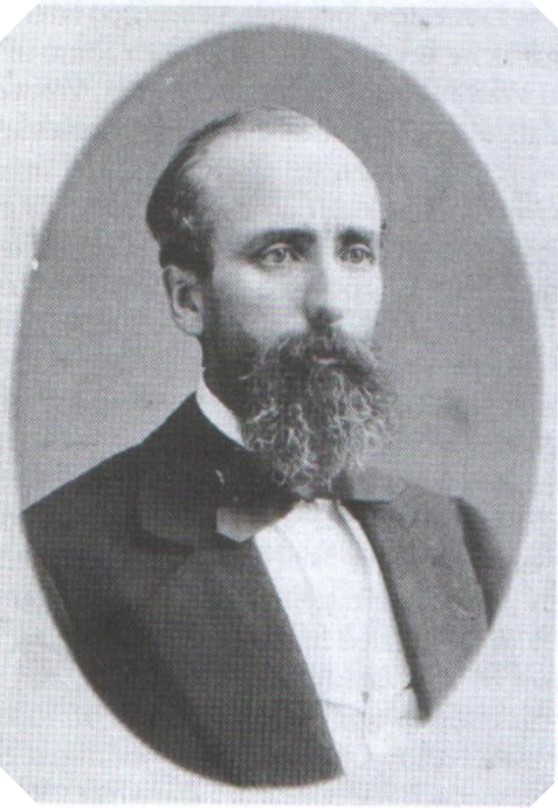
Roswell Farnham

Roswell Farnham (* 23. Juli 1827 in Boston, Massachusetts; † 5. Januar 1903 in Bradford, Vermont) war ein US-amerikanischer Politiker und von 1880 bis 1882 Gouverneur des Bundesstaates Vermont.

## Frühe Jahre
Im Jahr 1840 kam Farnham mit seinem Vater nach Bradford in Vermont. Er besuchte bis 1852 die University of Vermont. Danach war er einige Zeit als Lehrer tätig. Nach einem Jurastudium und seiner Zulassung als Rechtsanwalt begann Roswell Farnham in seinem neuen Beruf als Partner einer Kanzlei zu arbeiten. Von 1859 bis 1862 war er auch Staatsanwalt. Während des Bürgerkrieges stieg er, bis zu seinem Ausscheiden aus dem Militärdienst im Jahr 1863, vom Leutnant bis zum Oberstleutnant auf. Er diente in einem Regiment, das aus Freiwilligen aus Vermont bestand. Nach 1863 arbeitete er wieder als Rechtsanwalt.

## Politischer Aufstieg
Roswell Farnham war Mitglied der in Vermont dominierenden Republikanischen Partei, deren Vorstand er in Vermont von 1865 bis 1868 angehörte. Von 1869 bis 1870 war er Mitglied des Staatssenats. Danach war er drei Jahre lang Mitglied des Bildungsausschusses seines Staates. Im Jahr 1876 war er Delegierter zur Republican National Convention, auf der Rutherford B. Hayes zum Präsidentschaftskandidaten der Partei nominiert wurde. Farnham war auch einer von dessen Wahlmännern bei der Präsidentschaftswahl dieses Jahres. Im Jahr 1880 wurde er mit überwältigender Mehrheit zum neuen Gouverneur gewählt.

## Gouverneur von Vermont und weiterer Lebenslauf
Farnham trat seine zweijährige Amtszeit am 7. Oktober 1880 an. Als Gouverneur setzte er sich für eine Reform des Schul- und Gefängniswesens ein. Außerdem versuchte er Firmen aus anderen Gebieten der Vereinigten Staaten zu Investitionen in Vermont zu bewegen. Nach Ablauf seiner Amtszeit am 5. Oktober 1882 arbeitete Farnham wieder als Anwalt und widmete sich seinen privaten Angelegenheiten. Politische Ämter hatte er nach 1882 keine mehr inne. Seit 1849 war Roswell Farnham mit Mary Elizabeth Johnson verheiratet, mit der er drei Kinder hatte. Gouverneur Farnham verstarb im Januar 1903.